# Hypogastrura hypnorum
Hypogastrura hypnorum är en urinsektsart som först beskrevs av Fabricius 1783.  Hypogastrura hypnorum ingår i släktet Hypogastrura och familjen Hypogastruridae. Inga underarter finns listade i Catalogue of Life.